# Rame à grand parcours
Les rames à grand parcours (RGP) sont des éléments automoteurs diesel de la SNCF composés d'une motrice de type autorail et d'une remorque pilote avec cabine de conduite, mises en service entre 1954 et 1960 pour effectuer des relations rapides et confortables sur de longues distances en parcourant des lignes non électrifiées.
Deux séries ont été construites successivement :
- les RGP 2 (avec deux moteurs Renault de 300 ch[1]) numérotées X 2700 et dérivées des X 2400.
- les RGP 1 (avec un seul moteur MGO de 825 ch[1]) numérotées X 2720 et X 2770 (version TEE). Elles précèdent les X 2800 pour l'utilisation du moteur MGO.

Les livrées ont varié pendant leurs carrières : à l'origine vert clair et crème (ce qui leur a valu le surnom de « lézards verts ») rehaussé d'une bande argent, certaines RGP 1 de première classe ont tout de suite bénéficié d'une livrée rouge et or pour les services TEE. À partir des années 1970, les RGP 1 sont toutes repeintes aux couleurs des RTG (cf photos).
Les RGP 2 sont réformées en 1986 alors que les RGP 1 sont profondément remaniées à partir de 1984 (nouvelle face avant, nouvelles livrées régionales, intérieur modernisé) et terminent leur carrière en 2006.

## Galerie photos RGP 1

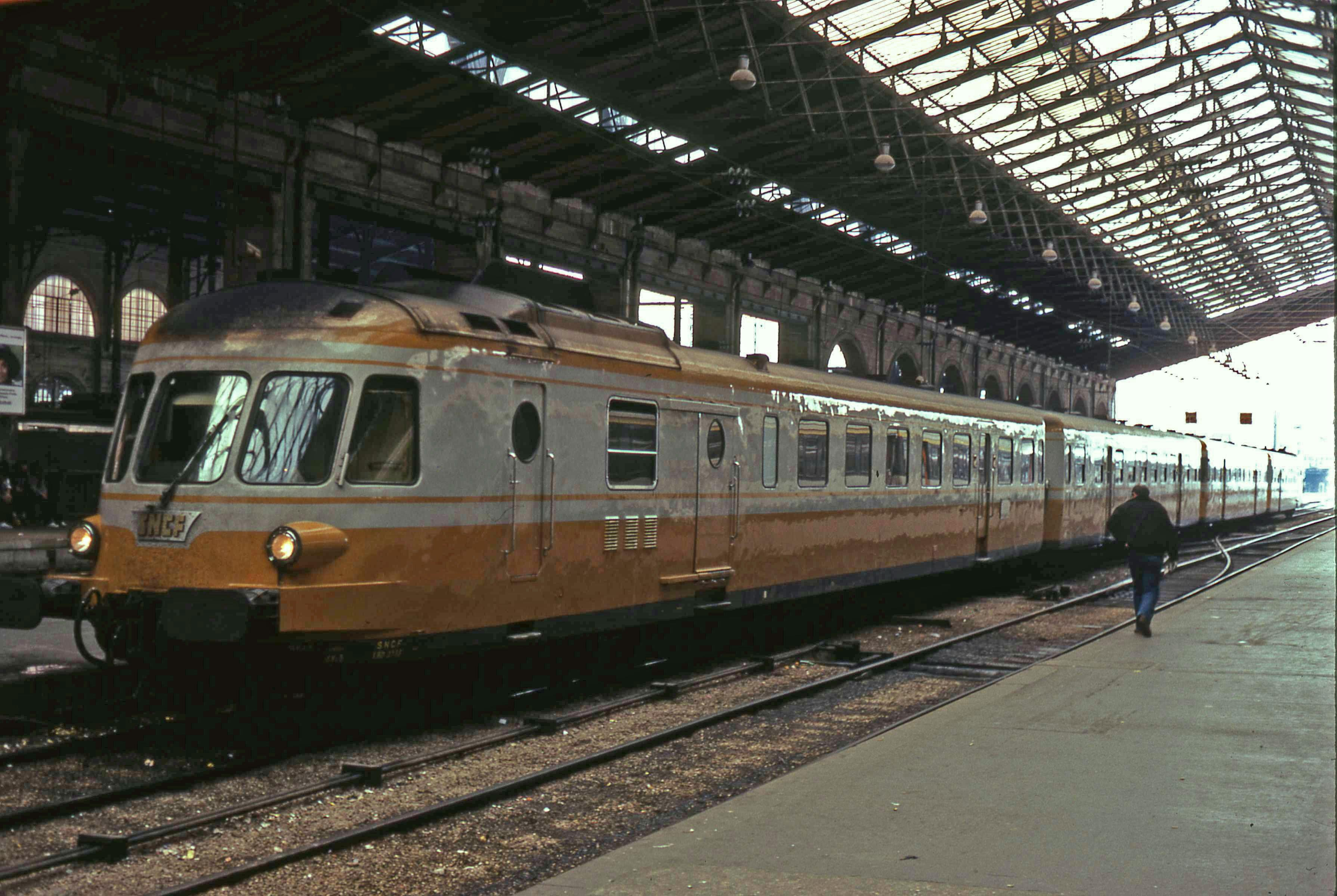
Rame X 2720 à Paris-Nord aux couleurs des Turbotrains
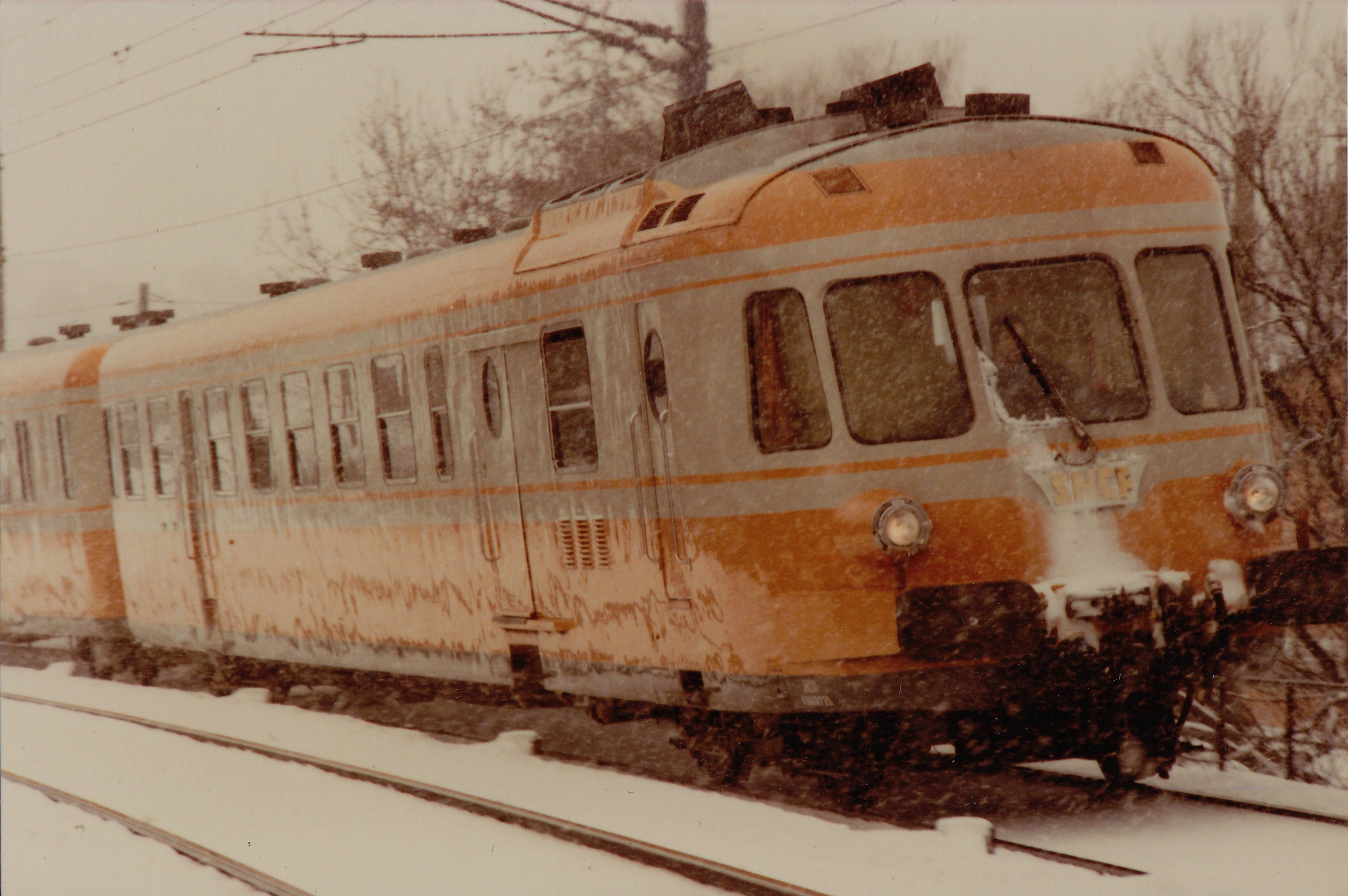
Rame X 2725 à Montbéliard
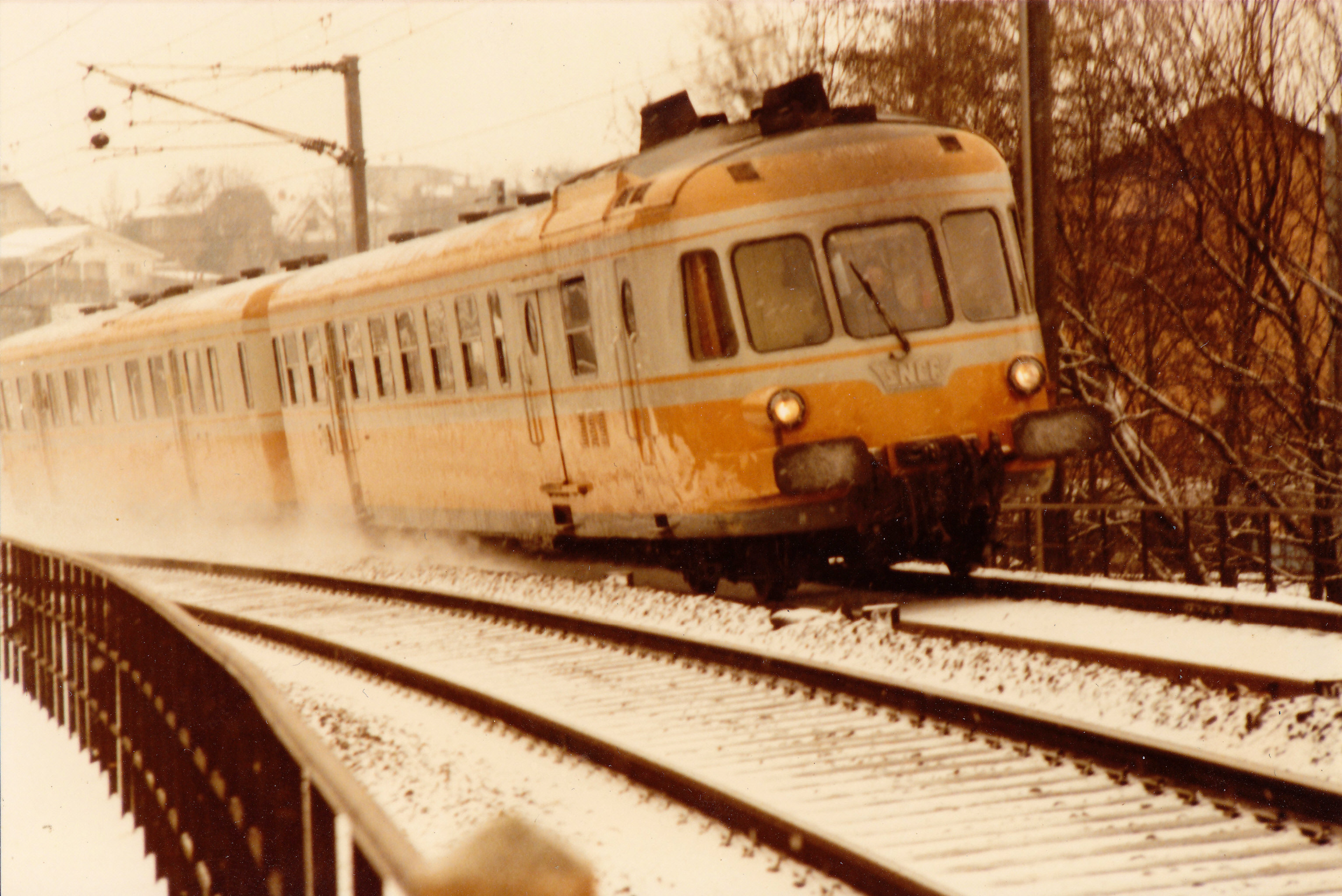
Rame X 2720 à Montbéliard